# Георги Шишков (математик)
Вижте пояснителната страница за други личности с името Георги Шишков.
Георги Шишков (на немски: Georgi Schischkoff) е българо-германски математик и философ.

## Биография
Той е роден на 5 юни 1912 г. в Нова Загора.
През 1935 г. завършва „Математика“ в Софийския университет „Св. Климент Охридски“, след което работи известно време като учител в Шумен и Стара Загора.
През 1942 г. защитава докторат по философия на математиката в Мюнхенския университет. След края на Втората световна война остава в Западна Германия, където основава списанието „Цайтшрифт фюр философише Форшунг“.
Георги Шишков умира във Васербург на Ин на 27 април 1991 г.